# Médico de cabecera

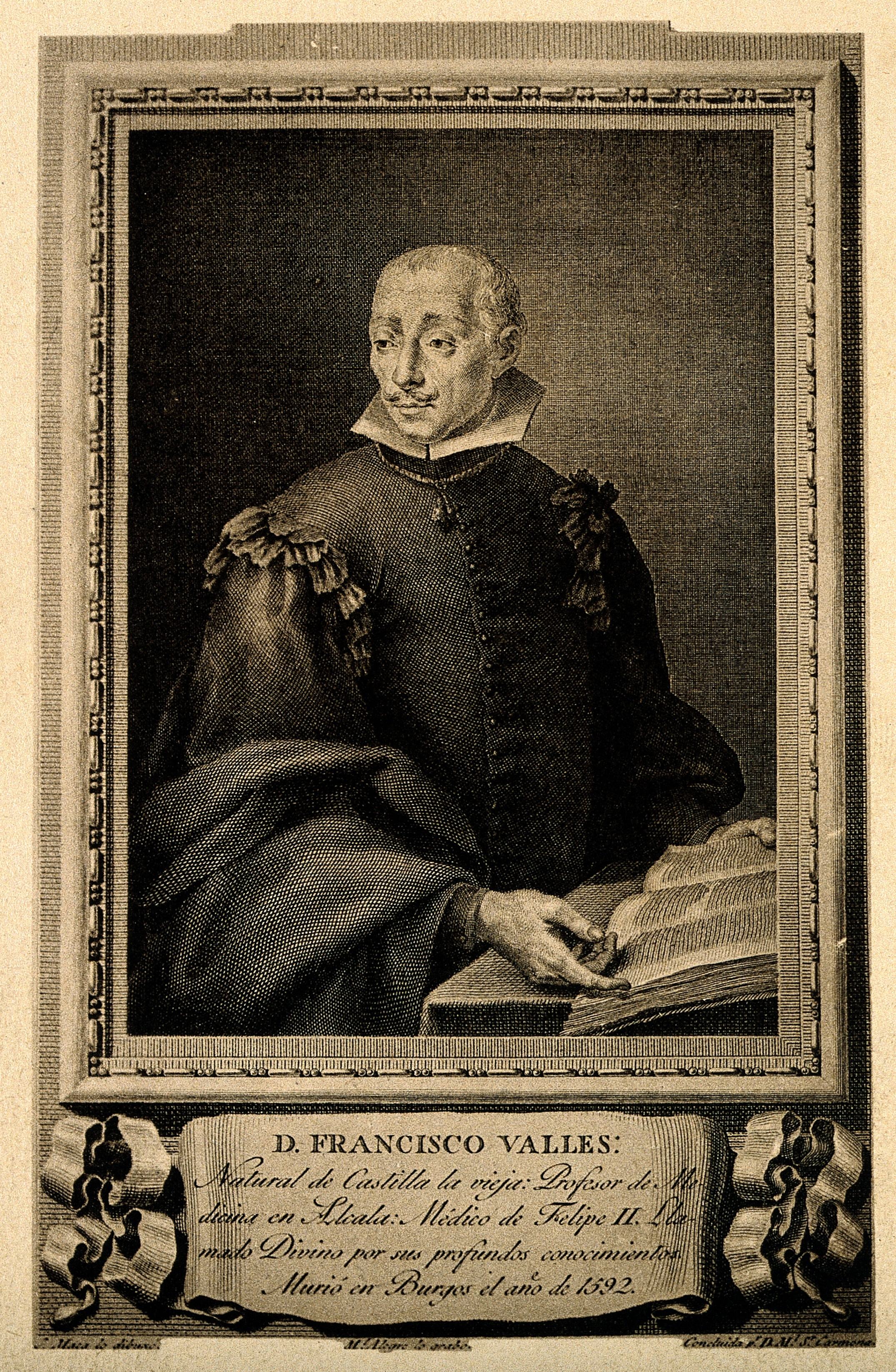
Francisco Valles (Divino Valles) médico personal de Felipe II.

Un médico de cabecera es un profesional sanitario que provee atención médica de enfermedades agudas o crónicas a pacientes de todas las edades en un centro de salud o en un consultorio. Suele ser el médico más cercano a una determinada población y, en muchas ocasiones, el único facultativo disponible para sus habitantes. El término hace referencia al ejercicio de la medicina como atención primaria, presente tanto en medio rural como urbano.
Existen además las denominaciones médico general y médico de familia, las cuales según la WONCA refieren a "el médico que ofrece a los individuos y familias atención sanitaria personal, primaria, continua e integral".

## Otras denominaciones
- Médico de familia
- Médico de familia y comunitaria
- Médico de Atención Primaria
- Médico de cámara
- Médico de pueblo
- Médico general
- Médico personal[4]
- Médico principal[5]
- Médico rural[6]
- Médico titular[7]
- Médico General Integral

### Denominación oficial
- En España: Médico de familia[8][9]

- En Argentina: Médico Especialista en Medicina General y/o de Familia[10]

## Valores y misión

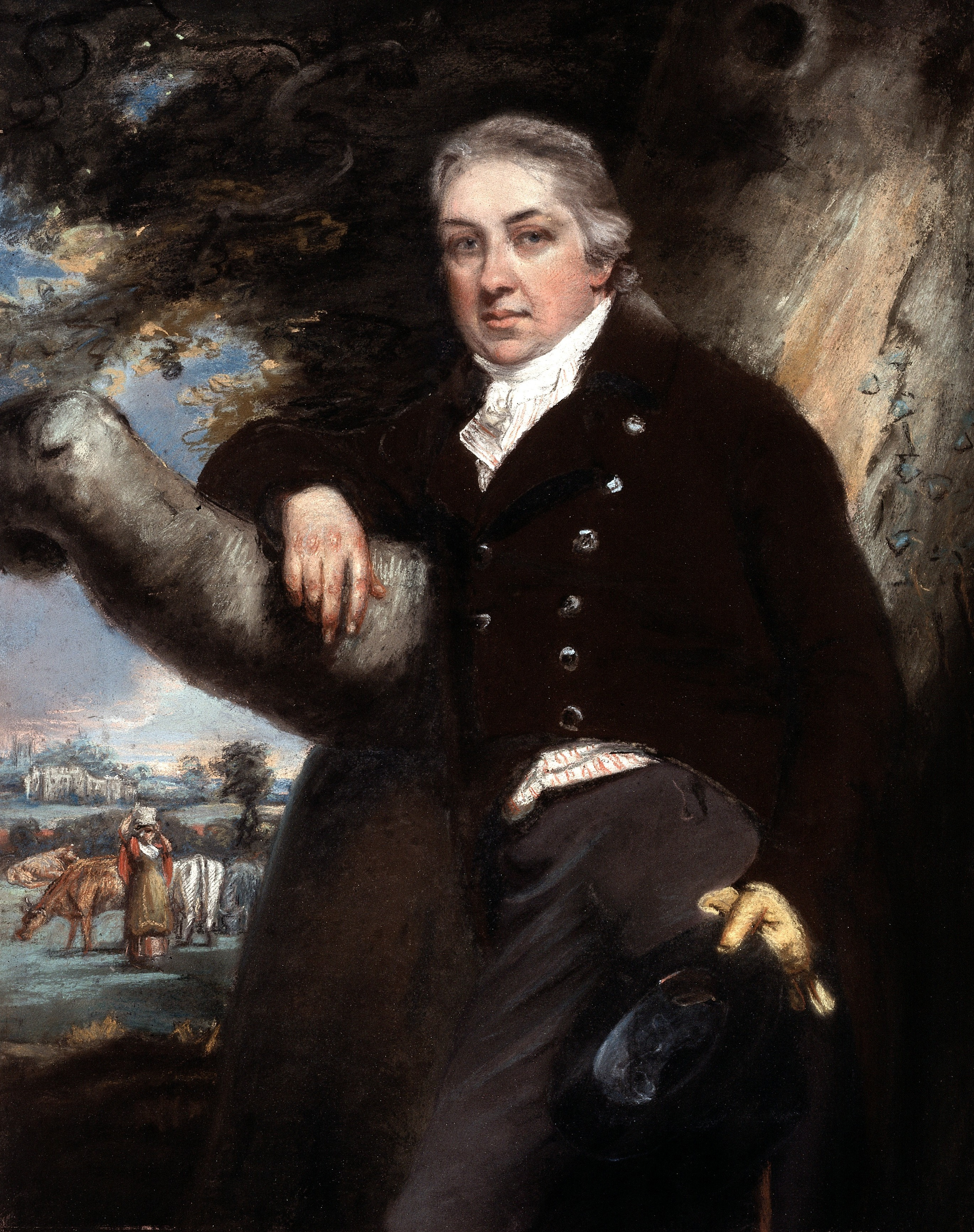
Edward Jenner médico rural inglés descubridor de la vacuna contra la viruela o antivariólica.

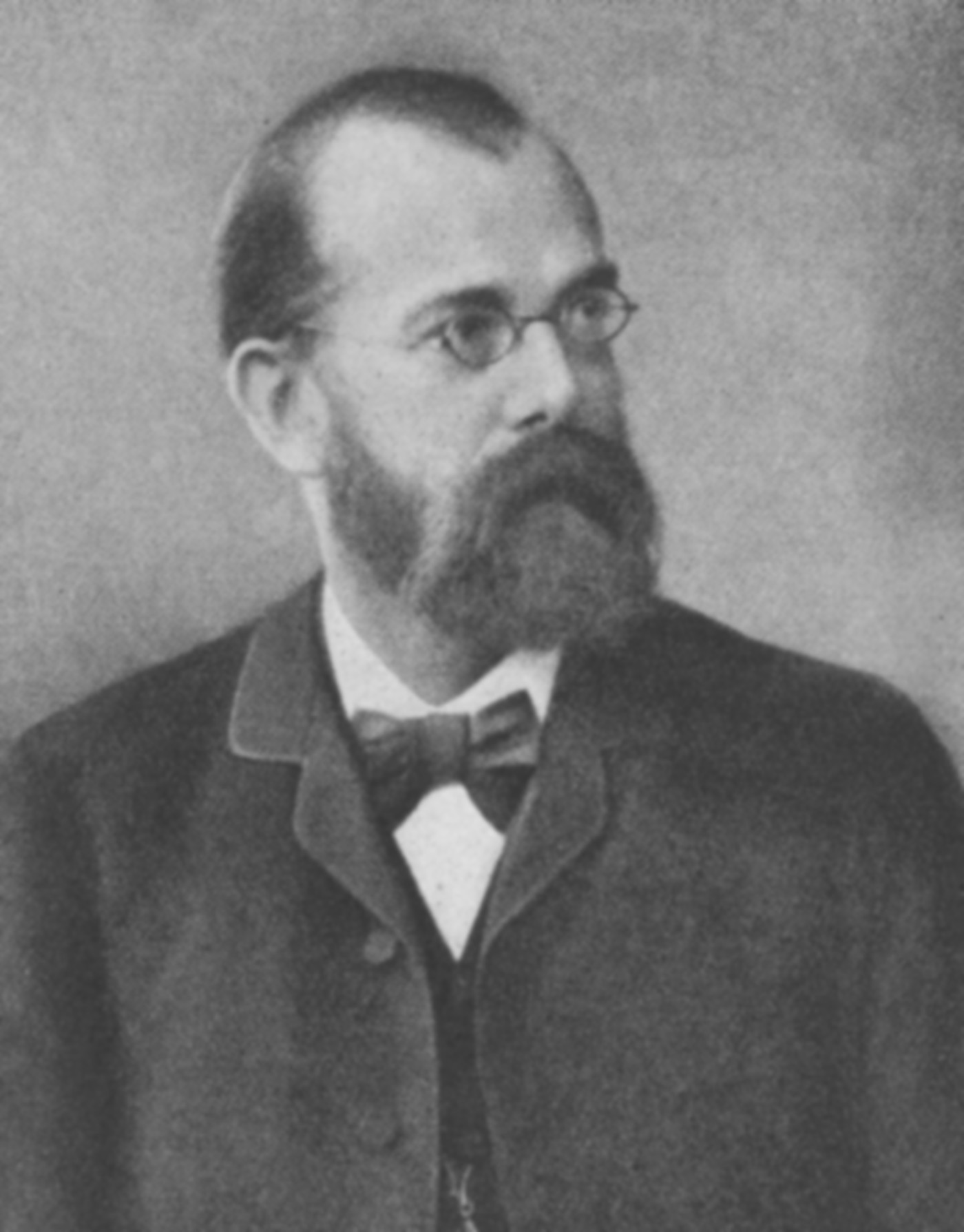
Robert Koch, médico rural alemán, descubridor el bacilo de la tuberculosis.

La actividad sanitaria busca prolongar la vida, evitar el sufrimiento y ayudar a morir con dignidad.

### Valores generales de la atención clínica
1. La dignidad en el trato con el paciente y sus familiares
2. La cortesía y empatía en la entrevista clínica
3. La calidad científica, técnica y humana
4. El compromiso de seguimiento del dolor y del sufrimiento
5. El mantenimiento y la mejora de habilidades, conocimientos y actitudes de los profesionales
6. El uso adecuado de los recursos.

Con ello se logra una atención clínica efectiva que facilita una política sanitaria de prestación de servicios según necesidades de pacientes y poblaciones.

### Valores específicos del médico de atención primaria
1. El razonable control de la incertidumbre clínica[14]
2. El control prudente de los tiempos de atención[15]
3. El establecimiento de una relación personal prolongada en el tiempo con el paciente, su familia y su comunidad (longitudinalidad)[16]
4. La organización flexible necesaria para garantizar la accesibilidad efectiva a los cuidados necesarios
5. La polivalencia en la prestación de cuidados[17]
6. El rechazo a la tiranía del diagnóstico.[18][19]

Con ello se logra la prestación de cuidados tan cerca del paciente como sea posible, y se establece una adecuada escalada en la respuesta a los problemas de salud.

### Misión del médico de cabecera
- Ayudar al paciente a evitar enfermedades, curarlas (en su caso) y sobrellevarlas, y a morir con dignidad.
- Contribuir a la eficiencia del sistema sanitario (lograr que el gasto se centre en lo que tenga más "rentabilidad social", con la equidad como valor central).

## Funciones

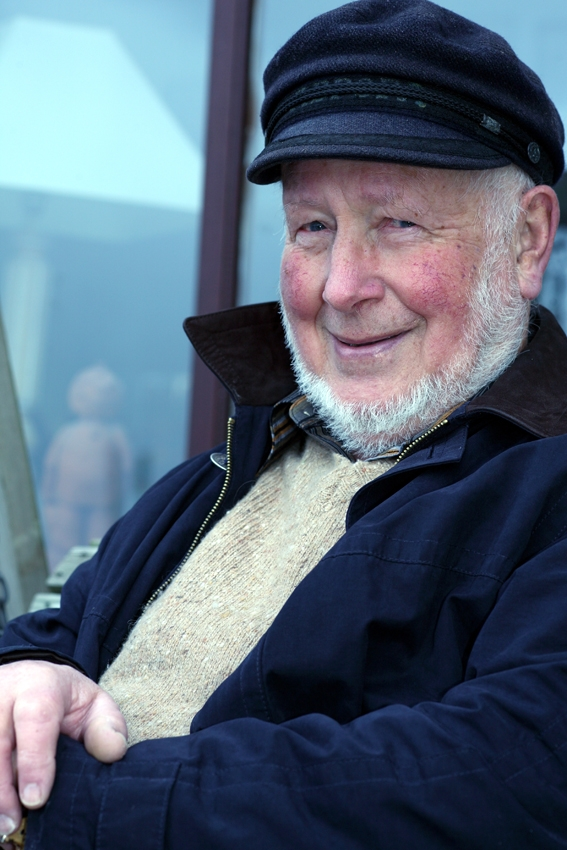
Julian Tudor Hart médico rural inglés que enunció la Ley de cuidados inversos.

Es un profesional médico que está a cargo de un número determinado de personas (población asignada), en un determinado centro de salud, cuyas funciones son asistenciales (o clínicas), docentes, investigadoras y administrativas (o gestoras); y que orienta su actividad a tres aspectos:
1. La promoción de estilos de vida saludable
2. La identificación oportuna de riesgos y daños a la salud
3. La resolución oportuna y adecuada de los problemas de salud más frecuentes de esas personas.

## Características
El médico de cabecera es el que conoce a fondo al paciente, sus expectativas de vida, su
situación personal, familiar y social, sus problemas de salud de distintos aparatos y sistemas y su historia global, y por ello está capacitado para decidir junto al propio paciente el tratamiento a seguir y los objetivos a lograr.
Garantizar unos cuidados de salud de calidad implica que pacientes y médicos se conozcan, respeten y ayuden para colaborar de la mejor forma. De este modo los pacientes podrán recibir los mejores cuidados y los médicos podrán desarrollar su vocación y su función de manera óptima.
Los médicos especialistas deben actuar como consultores. Es decir, que su atención por norma es episódica y deben ceder el seguimiento del paciente al médico de cabecera.

## Médicos de cabecera eminentes

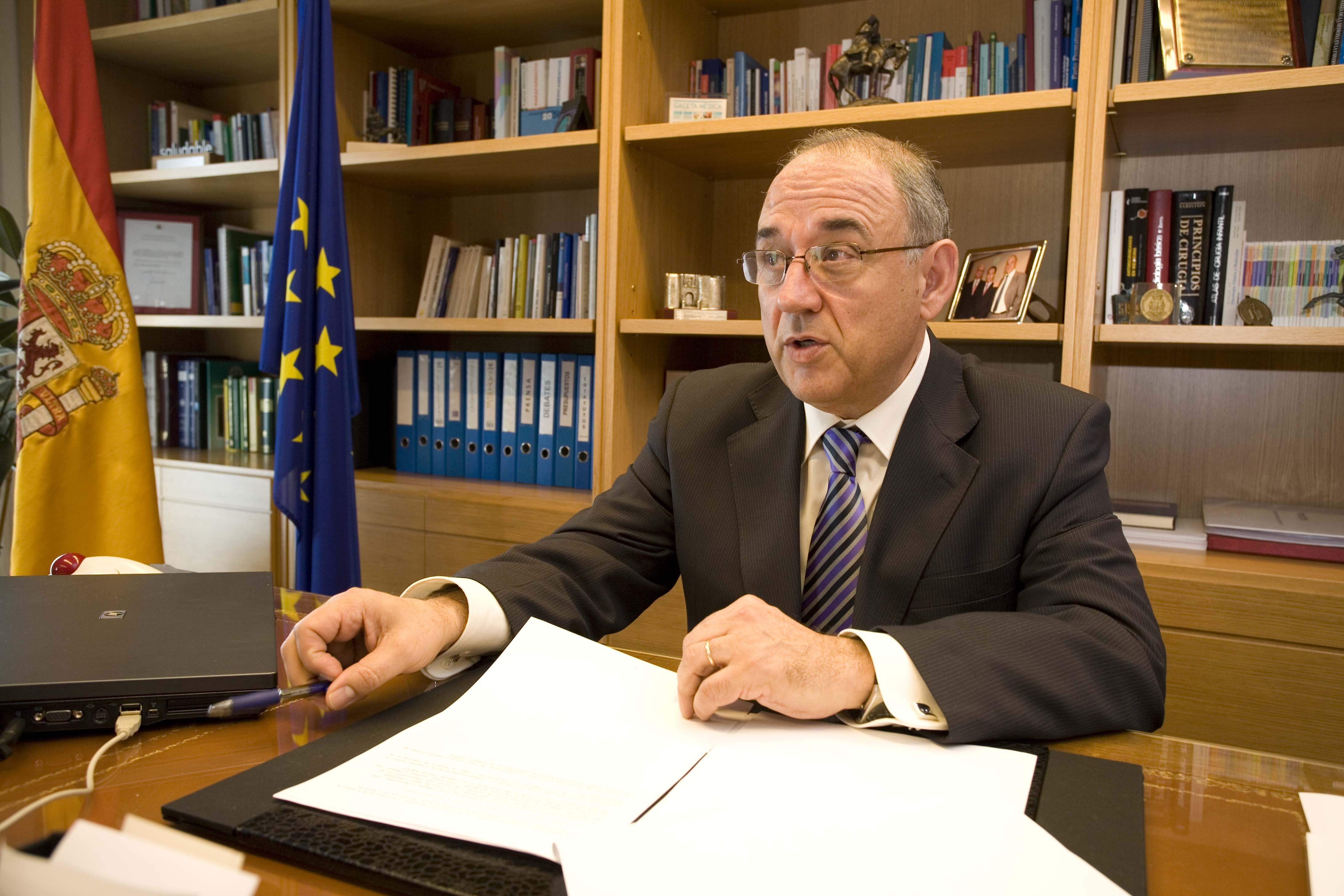
Juan José Rodríguez Sendín, expresidente de la Organización Médica Colegial de España.

- Francisco Vallés (Divino Vallés) (1524 – 1592)
- Edward Jenner (1749 - 1823)
- Robert Koch (1843 - 1910)
- Filiberto Villalobos (1879 - 1955)
- Esteban Laureano Maradona Villalba (1895 - 1995)
- Julian Tudor Hart (1927 - 2018)
- Hugo Dibarboure Icasuriaga (1929 - 2015)
- Juan José Rodríguez Sendín (1953 - )

## Día Mundial del Médico de Familia
En 2010 la WONCA estableció el 19 de mayo como el "Día Mundial del Médico de Familia" (World Family Doctor Day), iniciativa para conmemorar el ejercicio profesional de la Atención Primaria de Salud.
En la Argentina, desde el 2001, el 4 de julio se celebra como "Día Nacional del Médico Rural", conmemorando el natalicio del doctor Esteban Laureano Maradona (1895 – 1995) médico rural, naturalista, escritor y filántropo argentino, que pasó cincuenta años ejerciendo la medicina en Estanislao del Campo.

## El médico de cabecera en el arte

### Literatura
- Honorato de Balzac. El médico rural (Le Médecin de campagne). 1833
- Pío Baroja. Vidas sombrías. 1900
- Felipe Trigo. El médico rural. 1912.
- Franz Kafka. Un médico rural. 1919.
- Ernesto Serigós. El "médico nuevo" en la aldea. 1964. ISBN 987-1121261
- José Ilic Toro. Memorias de un médico rural. Treinta años en Villa Alegre. Santiago de Chile: Editorial Andrés Bello; 1986. ISBN 956-1309962
- Joaquín Carrillo Espinosa. Historia de un médico rural (3 volúmenes). Murcia: Diego Marín Librero Editor; 1994. ISBN 978-84-605-4167-7
- José María Sanz Sanz. Autobiografía - anecdotario de un médico rural (una figura que desaparece). Alicante: Sanz Sanz, José María; 1997. ISBN 978-84-605-6999-2
- Antoni Coll Gilabert. Memorias de un médico rural. Madrid: Ediciones Internacionales Universitarias; 1997. ISBN 978-84-87155-94-9
- Chumy Chúmez. Cartas de un hipocondríaco a su médico de cabecera. Editorial Edaf, 2000. ISBN 978-8441408111
- Guillermo Franco Salazar. Prisionero de los recuerdos: Memorias de una Médico Cubano. Ed. Renacimiento; 2002. ISBN 84-84720705
- René Favaloro. Recuerdos de un médico rural. Río Cuarto: Universidad Nacional de Río Cuarto; 2005. ISBN 978-9506653545
- Marino Gómez-Santos. Baroja, médico rural y otros oficios. Madrid: IMC; 2006. ISBN 84-690-0884-6
- Abdala Farah. Las andanzas de un médico rural. Buenos Aires: Editorial Dunken; 2007. ISBN 978-9870220923
- Manuel Rodríguez Troncoso. Un médico rural en el siglo XX (en las montañas de León). Ir Indo Edicións; 2009. ISBN 978-8476806364
- Antonio Rincón Muñiz. Que pase el siguiente: reflexiones y anecdotario de un médico rural. Sociedad Sevillana De Médicos Escritores Nicolás Monardes; 2010. ISBN 978-8487497346
- Ernesto Feria Jaldón. De re médica. Vida y pensamiento de un médico rural. Huelva: Servicio de Publicaciones de la Universidad de Huelva; 2011. ISBN 978-84-15147-40-4
- René Favaloro. Recuerdos de un médico rural (2.ª ed). Buenos Aires: Editorial Sudamericana; 2011. ISBN 978-9875666559

### Pintura

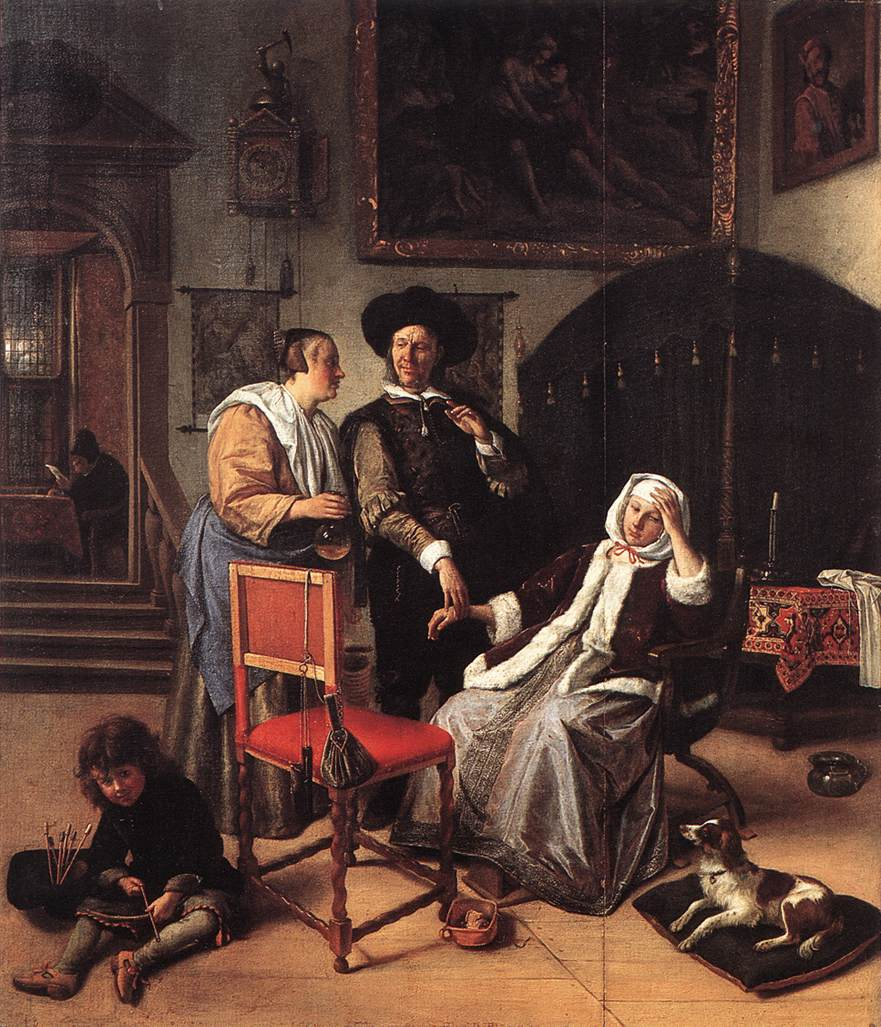
Visita del doctor (Polsvoelende dokter bij zieke vrouw). Jan Havicksz Steen, 1658-1662.
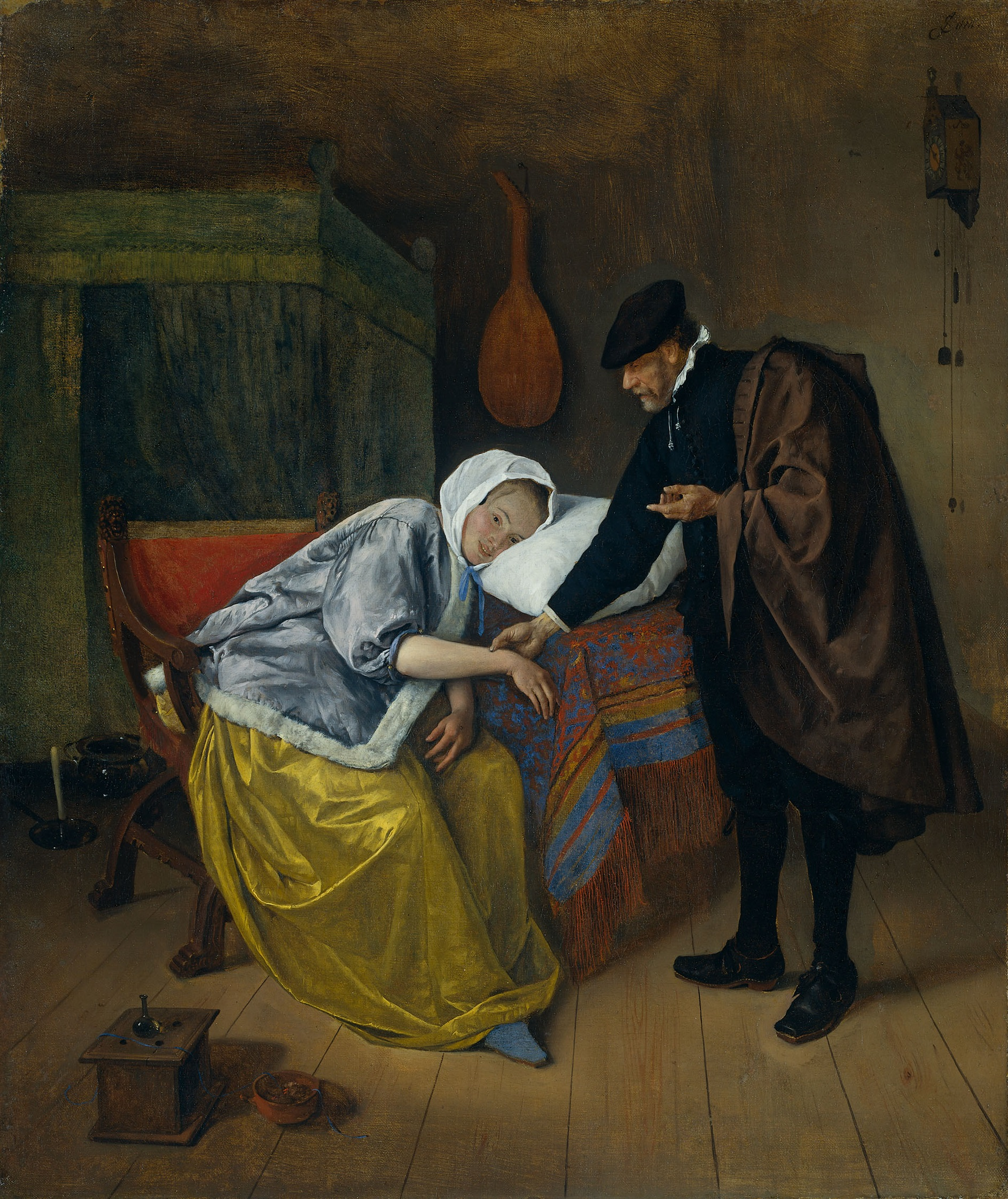
El doctor y su paciente (De zieke vrouw). Jan Havicksz Steen, siglo XVII.
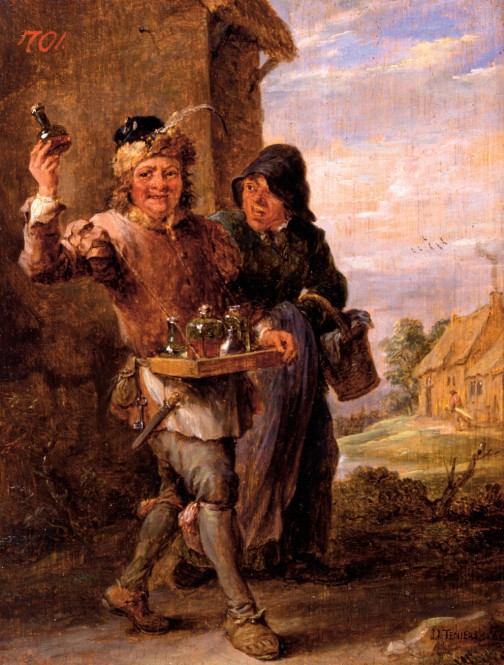
El médico rural (De Country Doctor). David Teniers el joven, siglo XVII.
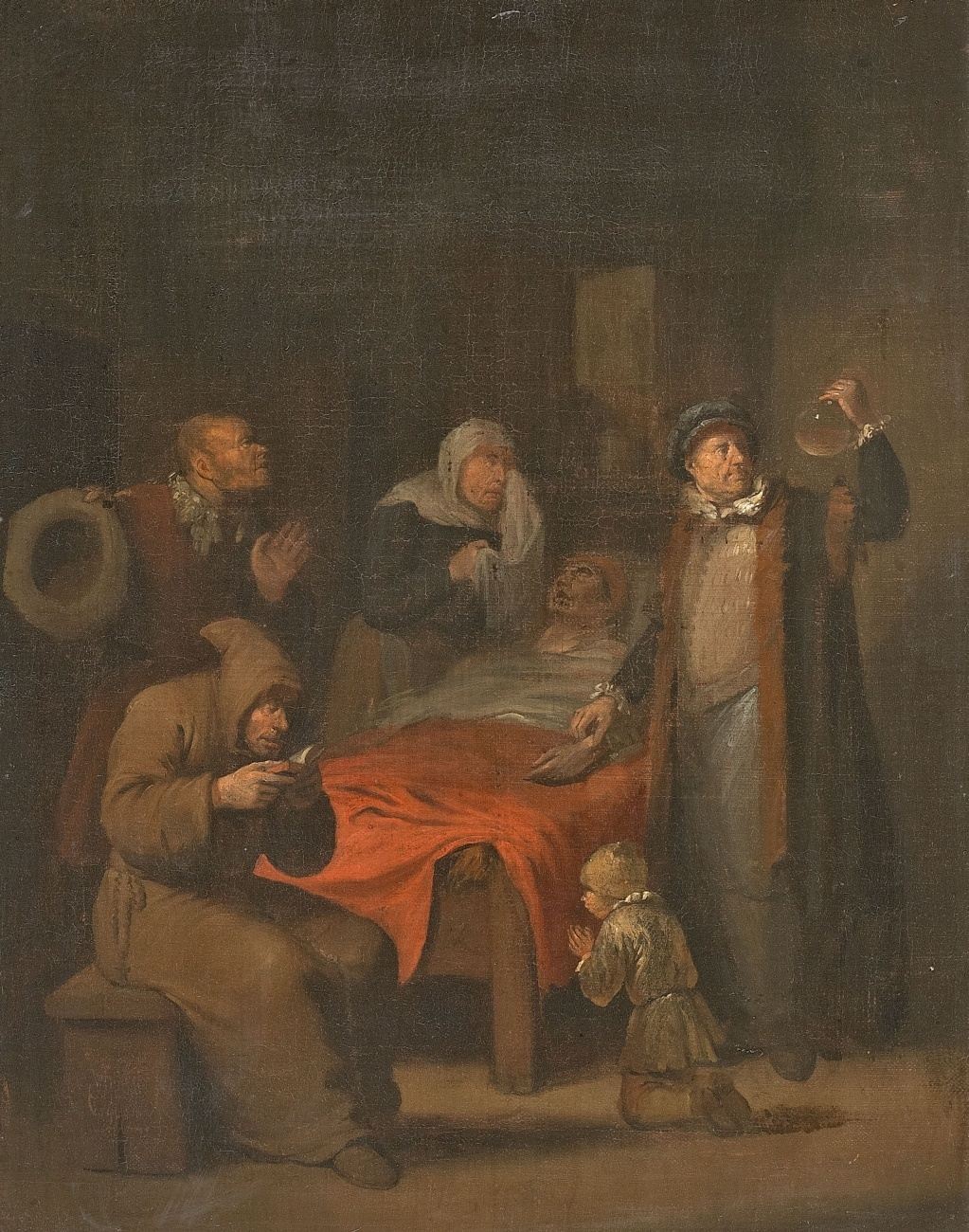
El médico de cabecera (Der Arzt am Krankenbett). Egbert van Heemskerck II el joven, siglo XVIII.
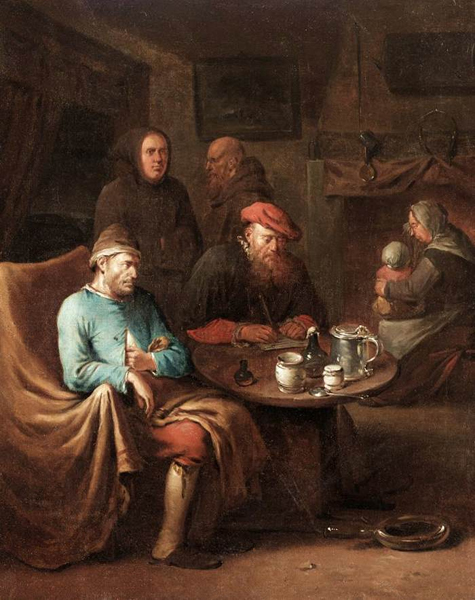
Visita del médico (Besuch eines Arztes). Egbert van Heemskerck II el joven, siglo XVIII.

### Escultura

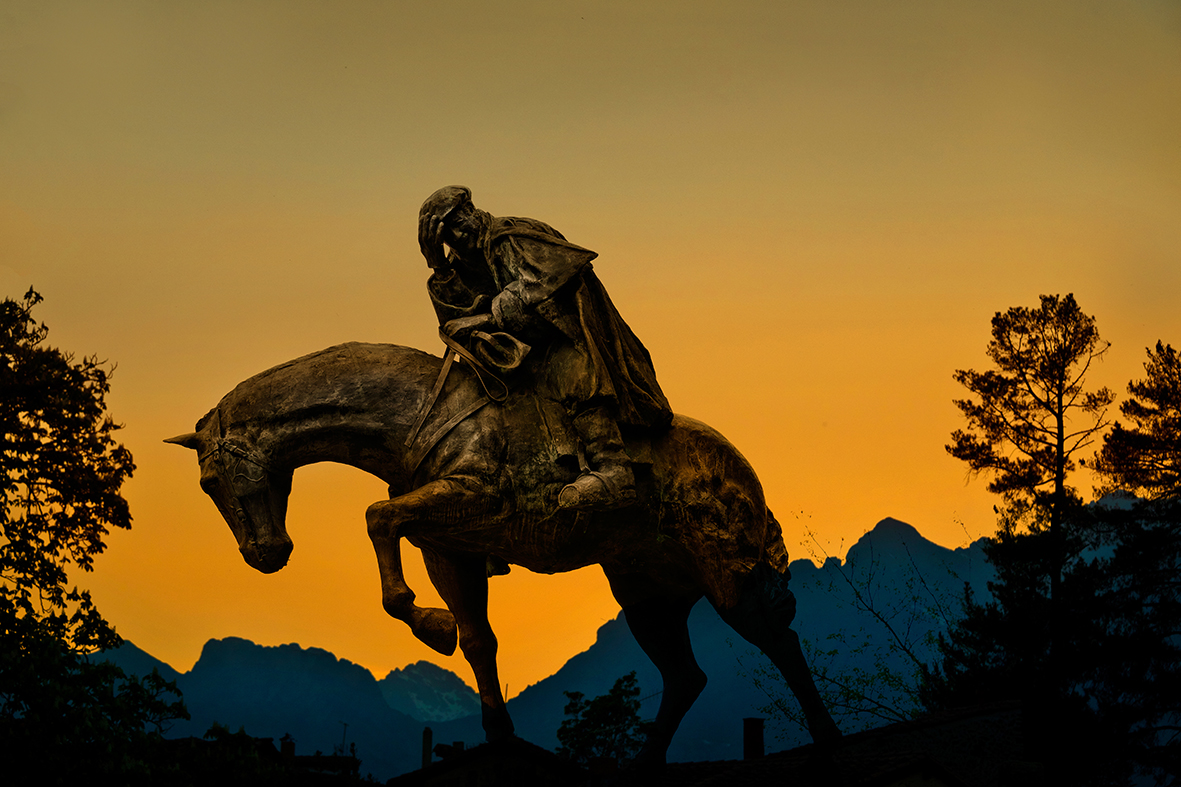
Homenaje al médico rural, monumento en la localidad de Potes (España).

- Ramón Ruiz Lloreda. Homenaje al médico rural. Potes. 05/07/1986.[33][34]
- Monumento al médico de cabecera. Padrón. 15/04/2007.[35][36]

### Cine
- John Ford. Doctor Bull. EE. UU.. 1933.
- Mario Soffici. El viejo doctor. Argentina. 1939.
- Miguel M. Delgado. El señor doctor. México. 1965.
- Mariano Ozores. Señora doctor. España. 1974.
- Michel Deville. Las confesiones del doctor Sachs (La maladie de Sachs). Francia. 1999.
- Leandro Ipiña. El médico rural. Argentina. 2001 (cortometraje).

### Televisión
- Médico de familia. España. 1995.
- La doctora Quinn. EE. UU.. 1998.
- Everwood. EE. UU.. 2002.
- Doctor Mateo. España. 2009.